# Агатарх
Агатарх (греч. Αγάθαρχος; V в. до н. э.) — древнегреческий художник из Самоса, который жил в V веке до нашей эры. Агатарх жил и творил в Афинах.
Сын Евдема (греч. Εὔδημος) с Самоса. Работал над декорациями к трагедиям Эсхила и Софокла. Он был современником Алкивиада и Зевксиса и его часто выделяли за лёгкость и скорость, с которой он заканчивал свои работы. Агатарх первым ввёл в греческую живопись метод линейной перспективы и составил трактат о сценических декорациях, до наших дней не дошедший. Как сообщает Витрувий,
Впервые в Афинах, в то время когда Эсхил ставил трагедию, Агатарх устроил сцену и оставил её описание. Побуждаемые этим, Демокрит и Анаксагор написали по тому же вопросу, каким образом по установлении в определённом месте центра сведённые к нему линии должны естественно соответствовать взору глаз и распространению лучей, чтобы определённые образы от определённой вещи создавали на театральной декорации вид зданий и чтобы то, что изображено на прямых и плоских фасадах, казалось бы одно уходящим, другое выдающимся.